# Maginfláció

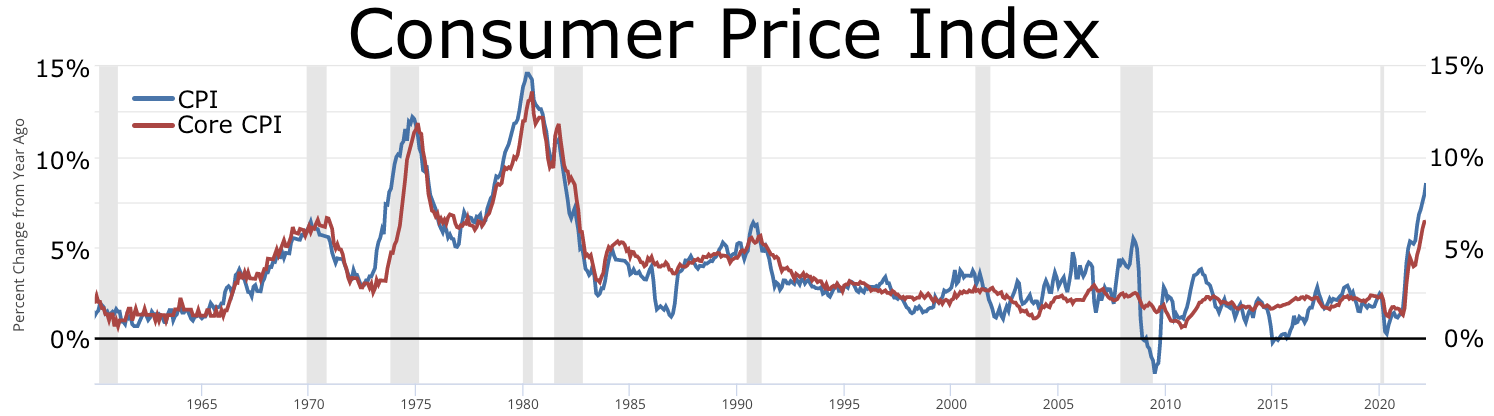
Fogyasztói árindex (kék) és a maginfláció (piros) az Egyesült Államokban 1960 és 2020 között

A maginfláció (angol nyelven core inflation) az inflációnak a gyorsan változó külső gazdasági hatásoktól megtisztított része. Ez a mutató általános inflációs rátánál jobban jelzi a nemzetgazdaság árszínvonalának hosszabb távú tendenciáit.
Ezt az adatot nemzetközi összehasonlításokra csak annak figyelembevételével lehet alkalmazni, hogy a mutató összetétele, az általános inflációs rátából elhagyott elemek országonként különbözhetnek.

## Története
A maginfláció koncepcióját Robert J. Gordon amerikai közgazdász vezette be 1975-ben, majd Otto Eckstein fejlesztette tovább 1981-ben.

## Magyarországon
Hazánkban a Központi Statisztikai Hivatal teszi közzé a maginflációra vonatkozó számításait. 2021-től a magyar maginflációs mutató nem tartalmazza a nem feldolgozott élelmiszerek, háztartási energia, a járműüzemanyagok, a társadalombiztosítás által támogatott gyógyszerek, valamint a szeszes italok és a dohányáruk árának alakulását.
A magyarországi maginfláció a 2021-ben kezdődött magyarországi inflációs ciklus során 2023 júniusában öt hónapi csökkenés után még mindig 20,8% volt. Összehasonlításul az eurózónában a maginfláció 2022 nyár végén, ősz elején tetőzött 6%-ot csaknem elérve, az Egyesült Államokban pedig kissé 6% felett.